# Tour de Polonia 2014
La 71.ª edición del Tour de Polonia se disputó entre el 3 y el 9 de agosto de 2014, con un recorrido de 1251 km distribuidos en siete etapas, con inicio en Gdańsk y final en Cracovia.
El recorrido incluyó cuatro etapas mayormente planas, dos llegadas en alto (una fuera de fronteras ya que la quinta etapa finalizó en Eslovaquia) y una contrarreloj individual. 
La carrera formó parte del UCI WorldTour 2014.
El ganador final fue Rafał Majka, quien además se hizo con dos etapas. Le acompañaron en el podio los españoles Ion Izagirre y Beñat Intxausti, respectivamente, ambos del Movistar.
En las clasificaciones secundarias triunfaron Maciej Paterski (montaña), Yauheni Hutarovich (puntos), Matthias Krizek (sprints) y Movistar (equipos).

## Equipos participantes
Tomaron parte en la carrera 21 equipos: los 18 de categoría UCI ProTeam (al ser obligada su participación); más 2 de categoría Profesional Continental mediante invitación de la organización (CCC Polsat Polkowice y RusVelo); y una selección de Polonia (con corredores de equipos de categoría Continental) bajo el nombre de Reprezentacja Polski. Formando así un pelotón de 167 corredores de 8 ciclistas cada equipo, de los que acabaron 131. Los equipos participantes fueron:
| Equipo                               | Cód. UCI | Categoría               | Jefe de filas                        |
| ------------------------------------ | -------- | ----------------------- | ------------------------------------ |
| Orica GreenEDGE                      | OGE      | UCI ProTeam             | Pieter Weening Michael Matthews      |
| Omega Pharma-Quick Step Cycling Team | OPQ      | UCI ProTeam             | Thomas De Gendt                      |
| Tinkoff-Saxo                         | TCS      | UCI ProTeam             | Rafał Majka                          |
| Team Sky                             | SKY      | UCI ProTeam             | Edvald Boasson Hagen                 |
| Astana Pro Team                      | AST      | UCI ProTeam             | Fabio Aru                            |
| Garmin Sharp                         | GRS      | UCI ProTeam             | Ryder Hesjedal                       |
| Lampre-Merida                        | LAM      | UCI ProTeam             | Przemysław Niemiec Damiano Cunego    |
| BMC Racing Team                      | BMC      | UCI ProTeam             | Samuel Sánchez Thor Hushovd          |
| Trek Factory Racing                  | TFR      | UCI ProTeam             | Julián Arredondo                     |
| Cannondale                           | CAN      | UCI ProTeam             | Moreno Moser                         |
| Team Katusha                         | KAT      | UCI ProTeam             | Eduard Vorganov                      |
| Belkin-Pro Cycling Team              | BEL      | UCI ProTeam             | Robert Gesink                        |
| Movistar Team                        | MOV      | UCI ProTeam             | Ion Izagirre Beñat Intxausti         |
| Team Giant-Shimano                   | GIA      | UCI ProTeam             | Warren Barguil Luka Mezgec           |
| Lotto Belisol                        | LTB      | UCI ProTeam             | Maxime Monfort                       |
| Ag2r La Mondiale                     | ALM      | UCI ProTeam             | Christophe Riblon Yauheni Hutarovich |
| FDJ.fr                               | FDJ      | UCI ProTeam             | Alexandre Geniez                     |
| Team Europcar                        | EUC      | UCI ProTeam             | Christophe Kern                      |
| CCC Polsat Polkowice                 | CCC      | Profesional Continental | Davide Rebellin                      |
| RusVelo                              | RVL      | Profesional Continental | Sergey Lagutin                       |
| Reprezentacja Polski                 |          | Selección nacional      | Kamil Gradek                         |

## Etapas
Las primeras tres etapas serán planas sin presentar dificultades. La 4.ª etapa se saldrá de Tarnów y al llegar a Katowice se darán 4 vueltas a un circuito en la ciudad. La 5.ª etapa será la primera con final en alto. Saliendo de Zakopane, a los 17 km se cruzará la frontera entrando a Eslovaquia. Ya en los Altos Tatras, se ascenderá al lago Štrbské pleso en una subida de 10 km al 4,5 % de pendiente. Luego de coronar se entra en un circuito de 25 km al que se le darán 2 vueltas que incluyen 2 ascensos más al lago Štrbské pleso, para finalizar en la población del mismo nombre.
La 6.ª etapa será el segundo final en alto de la carrera. Se correrá en los alrededores de la villa turística de Bukowina Tatrzańska en los Altos Tatra. Partiendo en dicha villa, se irá hacia Poronin y luego a Zakopane, donde se darán 3 vueltas a un circuito de 5 km, para luego retornar a Poronin y entrar en otro circuito de 38 km al que se le darán 4 vueltas. En este circuito tendrán 3 ascensos; Zab (4,5 km al 5,8 %), Ściana Bukovina (5,5 km al 5,6 %) y el ascenso a la villa Bukowina Tatrzańska (5 km al 4,4 %) donde en el cuarto pasaje finaliza la etapa.
La carrera finaliza con una contrarreloj plana de 25 km.
| Etapa     | Fecha    | Recorrido                                             | type                    | Distancia (km) | Ganador             | Líder              |
| --------- | -------- | ----------------------------------------------------- | ----------------------- | -------------- | ------------------- | ------------------ |
| 1.ª etapa | 3 de ago | Gdansk – Bydgoszcz                                    | etapa llana             | 226            | Yauheni Hutarovich  | Yauheni Hutarovich |
| 2.ª etapa | 4 de ago | Torún – Varsovia                                      | etapa llana             | 226            | Petr Vakoč          | Petr Vakoč         |
| 3.ª etapa | 5 de ago | Kielce – Resovia                                      | etapa llana             | 180            | Theo Bos            | Petr Vakoč         |
| 4.ª etapa | 6 de ago | Tarnów – Katowice                                     | etapa de media montaña  | 236            | Jonas Van Genechten | Petr Vakoč         |
| 5.ª etapa | 7 de ago | Zakopane – Štrbské Pleso                              | etapa de montaña        | 178            | Rafał Majka         | Petr Vakoč         |
| 6.ª etapa | 8 de ago | Gmina Bukowina Tatrzańska – Gmina Bukowina Tatrzańska | etapa de montaña        | 174            | Rafał Majka         | Rafał Majka        |
| 7.ª etapa | 9 de ago | Cracovia – Cracovia                                   | contrarreloj individual | 25             | Kristof Vandewalle  | Rafał Majka        |

## Clasificaciones finales

### Clasificación general
| \| Clasificación general \| Clasificación general \| Clasificación general \| Clasificación general \| Clasificación general \| \| Ciclista \| Ciclista \| Equipo \| Tiempo \| \| \| --------------------- \| --------------------- \| ----------------------- \| --------------------- \| --------------------- \| \| 1.º \| Rafał Majka \| Tinkoff-Saxo \| 30 h 16 min 18 s \| \| \| 2.º \| Ion Izagirre \| Movistar Team \| + 8 s \| \| \| 3.º \| Beñat Intxausti \| Movistar Team \| + 22 s \| \| \| 4.º \| Christophe Riblon \| AG2R La Mondiale \| + 34 s \| \| \| 5.º \| Przemysław Niemiec \| Lampre-Merida \| + 1 min 20 s \| \| \| 6.º \| Andrey Amador \| Movistar Team \| + 1 min 21 s \| \| \| 7.º \| Philip Deignan \| Team Sky \| + 1 min 24 s \| \| \| 8.º \| Robert Gesink \| Belkin \| + 1 min 41 s \| \| \| 9.º \| Dominik Nerz \| BMC Racing Team \| + 1 min 42 s \| \| \| 10.º \| Petr Vakoč \| Omega Pharma-Quick Step \| + 1 min 49 s \| \| |                    |                         |                  |
| |                    |                         |                  |
| Fuente: ProCyclingStats |                    |                         |                  |
| Clasificación general |                    |                         |                  |
| Ciclista | Ciclista           | Equipo                  | Tiempo           |
| 1.º | Rafał Majka        | Tinkoff-Saxo            | 30 h 16 min 18 s |
| 2.º | Ion Izagirre       | Movistar Team           | + 8 s            |
| 3.º | Beñat Intxausti    | Movistar Team           | + 22 s           |
| 4.º | Christophe Riblon  | AG2R La Mondiale        | + 34 s           |
| 5.º | Przemysław Niemiec | Lampre-Merida           | + 1 min 20 s     |
| 6.º | Andrey Amador      | Movistar Team           | + 1 min 21 s     |
| 7.º | Philip Deignan     | Team Sky                | + 1 min 24 s     |
| 8.º | Robert Gesink      | Belkin                  | + 1 min 41 s     |
| 9.º | Dominik Nerz       | BMC Racing Team         | + 1 min 42 s     |
| 10.º | Petr Vakoč         | Omega Pharma-Quick Step | + 1 min 49 s     |

### Clasificación de la montaña
| Posición | Ciclista             | Equipo               | Puntos |
| -------- | -------------------- | -------------------- | ------ |
|          | Maciej Paterski      | CCC Polsat Polkowice | 81     |
| 2º       | Sergey Lagutin       | RusVelo              | 24     |
| 3º       | Lars Petter Nordhaug | Belkin               | 20     |
| 4º       | Warren Barguil       | Giant-Shimano        | 19     |
| 5º       | Alexis Vuillermoz    | Ag2r La Mondiale     | 18     |

### Clasificación por puntos
| Posición | Ciclista           | Equipo           | Puntos |
| -------- | ------------------ | ---------------- | ------ |
|          | Yauheni Hutarovich | Ag2r La Mondiale | 66     |
| 2º       | Michael Matthews   | Orica GreenEDGE  | 58     |
| 3º       | Ion Izagirre       | Movistar         | 50     |
| 4º       | Rafał Majka        | Tinkoff-Saxo     | 48     |
| 5º       | Beñat Intxausti    | Movistar         | 44     |

### Clasificación de los sprints
| Posición | Ciclista        | Equipo                  | Puntos |
| -------- | --------------- | ----------------------- | ------ |
|          | Matthias Krizek | Cannondale              | 11     |
| 2º       | Petr Vakoč      | Omega Pharma-Quick Step | 6      |
| 3º       | Paweł Bernas    | Reprezentacja Polski    | 6      |
| 4º       | Mateusz Taciak  | CCC Polsat Polkowice    | 6      |
| 5º       | Maciej Paterski | CCC Polsat Polkowice    | 5      |

### Clasificación por equipos
| Posición | Equipo                  | Tiempo           |
| -------- | ----------------------- | ---------------- |
|          | Movistar                | 90 h 49 min 47 s |
| 2º       | Omega Pharma-Quick Step | a 3 min 56 s     |
| 3º       | BMC Racing              | a 5 min 46 s     |
| 4º       | Ag2r La Mondiale        | a 8 min 07 s     |
| 5º       | Cannondale              | a 11 min 22 s    |

## Evolución de las clasificaciones
| Etapa                   | Vencedor                | Clasificación general Żółta koszulka | Clasificación de la montaña Klasyfikacja górska | Clasificación por puntos Klasyfikacja punktowa | Clasificación de los sprints Klasyfikacja najaktywniejszych | Clasificación por equipos Klasyfikacja drużynowa |
| ----------------------- | ----------------------- | ------------------------------------ | ----------------------------------------------- | ---------------------------------------------- | ----------------------------------------------------------- | ------------------------------------------------ |
| 1.ª                     | Yauheni Hutarovich      | Yauheni Hutarovich                   | Maciej Paterski                                 | Yauheni Hutarovich                             | Jimmy Engoulvent                                            | Omega Pharma-Quick Step                          |
| 2.ª                     | Petr Vakoč              | Petr Vakoč                           | Maciej Paterski                                 | Yauheni Hutarovich                             | Petr Vakoč                                                  | Omega Pharma-Quick Step                          |
| 3.ª                     | Theo Bos                | Petr Vakoč                           | Maciej Paterski                                 | Yauheni Hutarovich                             | Petr Vakoč                                                  | Omega Pharma-Quick Step                          |
| 4.ª                     | Jonas Van Genechten     | Petr Vakoč                           | Mateusz Taciak                                  | Yauheni Hutarovich                             | Matthias Krizek                                             | Omega Pharma-Quick Step                          |
| 5.ª                     | Rafał Majka             | Petr Vakoč                           | Maciej Paterski                                 | Yauheni Hutarovich                             | Matthias Krizek                                             | Movistar                                         |
| 6.ª                     | Rafał Majka             | Rafał Majka                          | Maciej Paterski                                 | Yauheni Hutarovich                             | Matthias Krizek                                             | Movistar                                         |
| 7.ª                     | Kristof Vandewalle      | Rafał Majka                          | Maciej Paterski                                 | Yauheni Hutarovich                             | Matthias Krizek                                             | Movistar                                         |
| Clasificaciones finales | Clasificaciones finales | Rafał Majka                          | Maciej Paterski                                 | Yauheni Hutarovich                             | Matthias Krizek                                             | Movistar                                         |

## UCI World Tour
El Tour de Polonia otorgó puntos para el UCI WorldTour 2014, solamente para corredores de equipos UCI ProTeam. Las siguientes tablas son el baremo de puntuación y los corredores que obtuvieron puntos:
| Posición              | 1º  | 2º | 3º | 4º | 5º | 6º | 7º | 8º | 9º | 10º |
| Clasificación general | 100 | 80 | 70 | 60 | 50 | 40 | 30 | 20 | 10 | 4   |
| Por etapa             | 6   | 4  | 2  | 1  | 1  |    |    |    |    |     |

| Ciclista           | Equipo                  | Puntos |
| ------------------ | ----------------------- | ------ |
| Rafał Majka        | Tinkoff-Saxo            | 112    |
| Ion Izagirre       | Movistar                | 84     |
| Beñat Intxausti    | Movistar                | 78     |
| Christophe Riblon  | Ag2r La Mondiale        | 61     |
| Przemysław Niemiec | Lampre-Merida           | 51     |
| Andrey Amador      | Movistar                | 40     |
| Philip Deignan     | Sky                     | 30     |
| Robert Gesink      | Belkin                  | 20     |
| Dominik Nerz       | BMC Racing              | 10     |
| Petr Vakoč         | Omega Pharma-Quick Step | 10     |

| Resto de corredores | Resto de corredores     | Resto de corredores | Resto de corredores |
| ------------------- | ----------------------- | ------------------- | ------------------- |
| Ciclista            | Equipo                  | Puntos              |                     |
| Yauheni Hutarovich  | Ag2r La Mondiale        | 8                   |                     |
| Michael Matthews    | Orica GreenEDGE         | 6                   |                     |
| Theo Bos            | Belkin                  | 6                   |                     |
| Luka Mezgec         | Giant-Shimano           | 6                   |                     |
| Jonas Van Genechten | Lotto Belisol           | 6                   |                     |
| Kristof Vandewalle  | Trek Factory Racing     | 6                   |                     |
| Jacopo Guarnieri    | Astana                  | 4                   |                     |
| Adriano Malori      | Movistar                | 4                   |                     |
| Manuele Mori        | Lampre-Merida           | 2                   |                     |
| Boris Vallée        | Lotto Belisol           | 2                   |                     |
| Sacha Modolo        | Lampre-Merida           | 2                   |                     |
| Steve Cummings      | BMC Racing              | 2                   |                     |
| Marco Haller        | Katusha                 | 1                   |                     |
| Guillaume Boivin    | Cannondale              | 1                   |                     |
| Ramon Sinkeldam     | Giant-Shimano           | 1                   |                     |
| Thor Hushovd        | BMC Racing              | 1                   |                     |
| Gianluca Brambilla  | Omega Pharma-Quick Step | 1                   |                     |
| Warren Barguil      | Giant-Shimano           | 1                   |                     |
| Steve Morabito      | BMC Racing              | 1                   |                     |
| Gorka Izagirre      | Movistar                | 1                   |                     |